# Warnasari (Citangkil)
Warnasari is een bestuurslaag in het regentschap Cilegon van de provincie Banten, Indonesië. Warnasari telt 10.822 inwoners (volkstelling 2010).